# Nils Middelboe
Nils Middelboe, né le 5 octobre 1887 à Brunnby, Suède et mort le 21 septembre 1976  à Frederiksberg, Danemark, était un athlète, footballeur, puis arbitre de football et enfin entraîneur danois.
Son frère, Kristian, était également footballeur.

## Biographie
Jouant au poste de milieu de terrain au KB Copenhague (un titre de champion en 1913), Nils Middelboe restera à jamais dans l'Histoire comme le premier joueur à avoir inscrit un but en équipe du Danemark, le 19 octobre 1908 aux Jeux de Londres contre la France (9-0).
Trois jours plus tard, il inscrira à nouveau un but contre la France lors une victoire 17-1 qui reste à ce jour la plus lourde défaite de l'histoire des Bleus.
Middelboe comptera au total 15 sélections et 7 buts pour le Danemark entre 1908 et 1920. Il aura disputé trois fois les Jeux olympiques en 1908, 1912 et 1920.
À cette époque où la coupe du monde et le championnat d'Europe n'existaient pas, les J.O. étaient la seule compétition entre équipes nationales. Le Danemark, médaille d'argent en 1908 et 1912 (battu à chaque fois par l'Angleterre), était à l'époque une des meilleures formations européennes.
En 1913, Middelboe fut engagé par Chelsea, devenant le premier joueur étranger de l'histoire de ce club. Il jouera dix années pour les Blues.
Par la suite, il devint entraîneur du KB Copenhague, avec lequel il décrocha un titre de champion du Danemark en 1940.
Middelboe était également un excellent athlète puisqu'il a détenu les records du Danemark du 800 mètres (2 min 05 s 2) et du triple saut (13,29 m).